# Lucien Démanet
Georges Lucien Démanet (Limont-Fontaine, Nord, 6 de desembre de 1874 – Briva, 16 de març de 1979) va ser un gimnasta artístic francès que va competir durant el primer quart del segle xx.
El 1900 va prendre part en els Jocs Olímpics de París en el concurs individual de gimnàstica, en què guanyà la medalla de bronze. Gustave Sandras guanyà l'or i Noël Bas la plata.
Vint anys més tard va participar en els Jocs d'Anvers, on guanyà el bronze en el concurs complet per equips. El 1905 guanyà una medalla d'or i dues de bronze al Campionat del Món de gimnàstica artística.